# Leonardo Monje
Leonardo Esteban Monje Valenzuela (* 16. März 1981 in Temuco) ist ein ehemaliger chilenischer Fußballspieler. Der Stürmer gewann 2014/15 mit CD Universidad de Concepción die Copa Chile und spielte zweimal für die chilenische Nationalmannschaft.

## Karriere

### Vereinskarriere
Leonardo Monje begann bei CD Universidad Católica im Alter von 13 Jahren, wo er die Jugendteams bis zur Profimannschaft durchlief. Nach diversen Leihstationen in der Primera División und der Primera B wechselte der Stürmer 2005 zu CD Palestino und 2006 zum Zweitligisten Deportes Puerto Montt, wo ihm der Durchbruch gelang. La Pulga Atómica, wie Monje auch genannt wurde, kehrte daraufhin in die erste Liga zurück, wo er für CD Universidad de Concepción auflief und in der Clausura mit 17 Toren Torschützenkönig der Liga wurde. 2014/15 wurde Leonardo Monje mit Universidad de Concepción, wohin er nach Stationen in Chile, Argentinien und Guatemala wieder zurückgekehrt war, chilenischer Pokalsieger. Die Karriere beendete der Stürmer 2017 bei Coquimbo Unido. 

### Nationalmannschaftskarriere
Am 15. November 1996 gab Leonardo Monje beim 3:2-Erfolg im Freundschaftsspiel gegen Paraguay sein Debüt für die Chile. Erst über fünf Jahren kam er zu seinem zweiten Länderspieleinsatz, der auch zugleich sein letzter Auftritt im Trikot der Nationalmannschaft war. Wie auch beim Debüt war es ein Freundschaftsspiel gegen Paraguay, das auch wieder 3:2 für Chile endete.

## Erfolge
Universidad de Concepción
- Chilenischer Pokalsieger: 2014/15

Individuell
- Torschützenkönig der Primera División: 2006-C